# موسوعة أوكرانيا
موسوعة أوكرانيا (بالأوكرانية: Енциклопедія українознавства)‏ عمل أساسي للدراسات الأوكرانية.

## التطوير
تم إنشاء العمل تحت رعاية جمعية شيفتشينكو العلمية [الإنجليزية] في أوروبا (في سارسيل، بالقرب من باريس). باعتبارها موسوعة للدراسات الأوكرانية، تتكون من جزأين، الجزء العام (1949-1952)، والذي يتكون من ثلاثة مجلدات، الجزء الثاني (1955-1989) عبارة عن موسوعة من 10 مجلدات مع مدخلات مرتبة أبجديًا.
رئيس تحرير المجلدين الأول والثاني (نُشر في 1984 و 1988 على التوالي) كان فولوديمير كوبيوفيتش [الإنجليزية]. ظهرت المجلدات الثلاثة الختامية، مع دانيلو هوسار ستروك كرئيس تحرير، في عام 1993. جاءت مجموعة الموسوعات مصحوبة بخريطة ومعاجم لأوكرانيا مؤلفة من 30 صفحة قام بجمعها كوبيوفيتش وأركادي جوكوفسكي. احتوت على خريطة مطوية مفصلة (مقياس 1: 2،000،000).
تم نشر المجلد النهائي، الذي يحتوي فقط على الفهرس وجدول الخطأ والصواب للمجلدات 1-5، من قبل المعهد الكندي للدراسات الأوكرانية في عام 2001. قام بتجميعها أندريج ماكوتش وإيرين بوبويكز.
أعيد طبع جزء القاموس لعام 1955 في أوكرانيا (1993-2003).

## الترجمات الإنجليزية
نُشرت نسخة مكونة من مجلدين من الجزء العام من الموسوعة باسم "أوكرانيا: موسوعة موجزة" (بالإنجليزية: Ukraine: A Concise Encyclopedia)‏ في عامي 1963 و 1970.
بعد ذلك، تم إطلاق مشروع أكبر يعتمد على جزء القاموس كموسوعة أوكرانيا. في 1984-1993 أعد المعهد الكندي للدراسات الأوكرانية في كلية الآداب بجامعة ألبرتا، بمساعدة المؤسسة الكندية للدراسات الأوكرانية وجمعية شيفتشينكو العلمية في أوروبا،  نسخة باللغة الإنجليزية من الموسوعة، نشرته مطبعة جامعة تورنتو. يتكون من خمسة مجلدات، ما يقرب من 4000 صفحة وحوالي 12.500 مدخلا أبجديا. وقد وصفت في المجلة الكندية للتاريخ بأنها "أكثر الأعمال شمولاً وتوازناً في اللغة الإنجليزية عن أوكرانيا والأوكرانيين في الشتات" و"مطبوع ضخم".

## إعادة الطبع في أوكرانيا
بعد فترة وجيزة من استقلال أوكرانيا في عام 1991، أعادت جمعية شيفتشينكو العلمية التي أعيد إحياؤها حديثًا في لفيف، بتوجيه من أوليه رومانيف، طبع جزء القاموس من موسوعة كوبيوفيتش الأوكرانية باللغة الأوكرانية لأول مرة في أوكرانيا، في أحد عشر مجلداً صدر من 1993 إلى 2003.
في مقال في المجلد الأول، كتب رومانيف أن موسوعة أوكرانيا توضح نموذجًا للتحيز الأوكراني والتصور المسبق فيما يتعلق بروسيا، والذي كان نموذجيًا جدًا لأعمال الشتات الأوكراني خلال الفترة التي كانت أوكرانيا جزءًا من الاتحاد السوفيتي. 

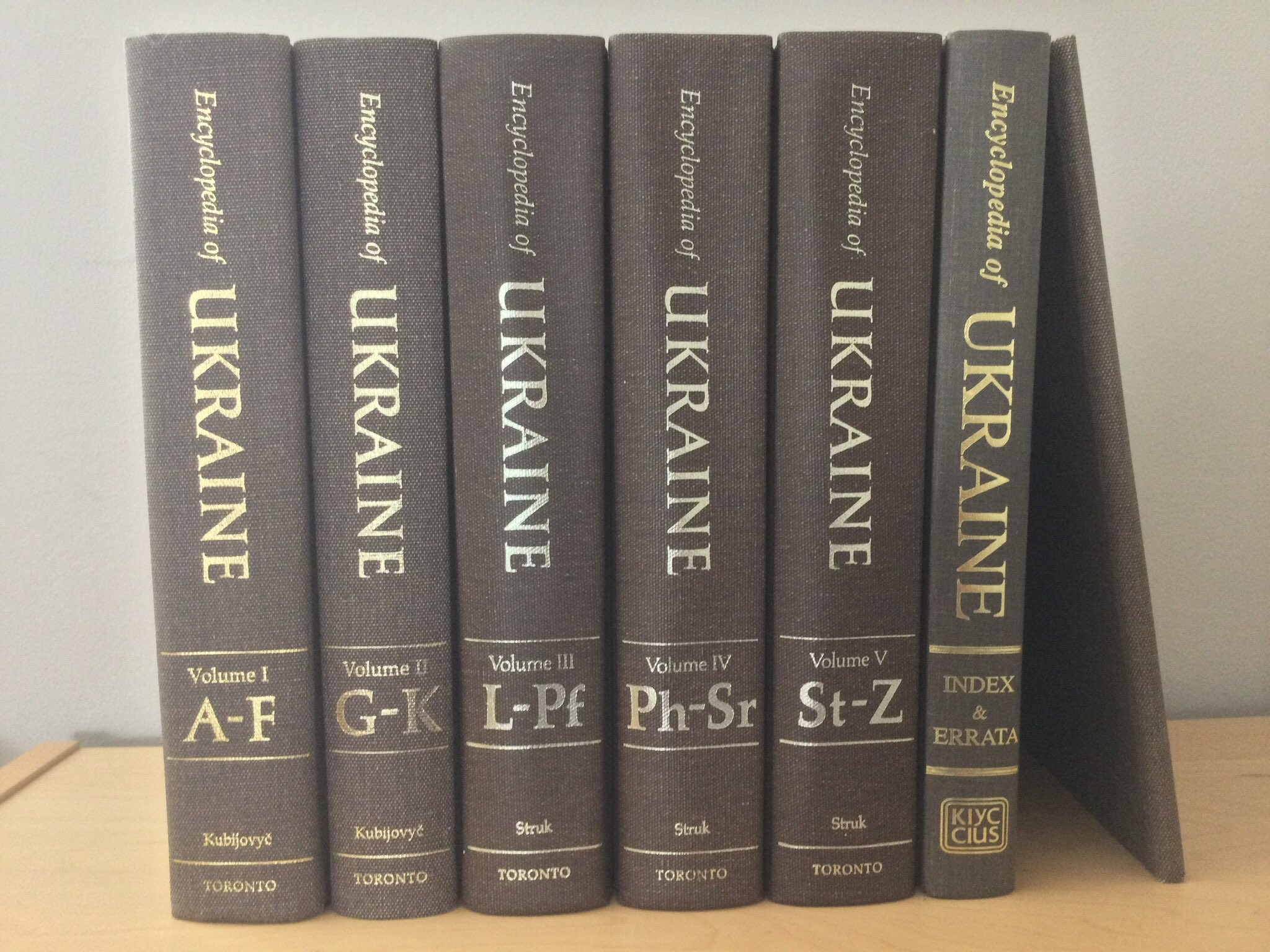
موسوعة أوكرانيا: الفهرس وجدول الخطأ والصواب

## موسوعة الإنترنت لأوكرانيا
موسوعة الإنترنت في أوكرانيا هي موسوعة مجانية على الإنترنت باللغة الإنجليزية تحتوي على مجموعة واسعة من المقالات حول أوكرانيا، بما في ذلك تاريخها وشعبها وجغرافيتها واقتصادها وثقافتها. عند الانتهاء، ستكون المصدر الأكثر موثوقية وشمولية على الإنترنت باللغة الإنجليزية في أوكرانيا والأوكرانيين. اعتبارًا من يونيو 2020، احتوت على حوالي 6000 مدخلا و 5000 رسم توضيحي.
اعتبارًا من عام 2022، تألف فريق الموسوعة من الدكتور ماركو آر ستيش، ورومان سينكوس، وتانيا بلاوشزاك ستيك، والدكتور سيرهي بيلنكي، والدكتورة لاريسا بيلوس، وفريق من محرري الموضوع. تم تصميم الموقع من قبل غاروسلاف كيبالو. عمل والتر كيبالو كمصمم استشاري.

## الاستقبال
تلقّت الموسوعة مراجعات إيجابية بشكل عام من المراجعين الأكاديميين الغربيين. راجع ميروسلاف شكاندري الموسوعة لمجلة الدراسات الأوكرانية في عام 1993، ملاحظًا أن المشروع "يبدو أنه نال إعجاب جميع المراجعين تقريبًا".

## روابط خارجية
- موسوعة الإنترنت لأوكرانيا — يستضيفها المعهد الكندي للدراسات الأوكرانية
- موقع المعهد الكندي للدراسات الأوكرانية
- موقع CIUS Press